# Prenomi albanesi
Questa voce raccoglie i prenomi tipici della lingua albanese, con eventuali varianti e l'equivalente in italiano, se esiste.

## A
| Nome         | Varianti                     | Corrispondente italiano |
| ------------ | ---------------------------- | ----------------------- |
| Abasb        |                              |                         |
| Abdullab     |                              |                         |
| Adhurimb     |                              |                         |
| Adilab       |                              |                         |
| Admirbc      |                              |                         |
| Admirimb     |                              |                         |
| Adrianb      |                              | Adriano                 |
| Adriatikab   |                              |                         |
| Afrimabc     |                              |                         |
| Agimabc      |                              |                         |
| Agronab      | Gonia                        |                         |
| Aidina       |                              |                         |
| Ajetb        |                              |                         |
| Albanabc     |                              | Albano                  |
| Albertb      |                              | Alberto                 |
| Aleksa       | Leksa                        | Alex                    |
| Aleksandërbc | Sändera, Skënderabc, Lekëab  | Alessandro              |
| Alfonsb      |                              | Alfonso                 |
| Alfredb      |                              | Alfredo                 |
| Aliabc       |                              | Alì                     |
| Almirb       |                              |                         |
| Altinabc     |                              |                         |
| Anastasb     | Anastasib                    | Anastasio               |
| Andreaab     | Ndreb                        | Andrea                  |
| Anduna       | Andonb, Antonb, Ndocb, Ndueb | Antonio                 |
| Angjelinb    |                              | Angelino                |
| Apollonb     |                              | Apollonio               |
| Apostolb     |                              | Apostolo                |
| Arbenac      | Benia                        |                         |
| Arbërab      |                              |                         |
| Ardianb      |                              |                         |
| Arditc       |                              |                         |
| Argjendb     |                              |                         |
| Arianb       |                              |                         |
| Arianitbc    |                              |                         |
| Arifbc       |                              |                         |
| Arionb       |                              |                         |
| Aristidhb    |                              | Aristide                |
| Aristotelb   |                              | Aristotele              |
| Armandb      |                              | Armando                 |
| Arqileb      |                              |                         |
| Arsenb       |                              | Arsenio                 |
| Artanab      | Tania                        |                         |
| Arturbc      |                              | Arturo                  |
| Asdrena      |                              |                         |
| Astritab     |                              |                         |
| Atdheb       |                              |                         |
| Aurelb       |                              | Aurelio                 |
| Azemb        |                              |                         |
| Azizb        |                              |                         |

| Nome        | Varianti | Corrispondente italiano |
| ----------- | -------- | ----------------------- |
| Adelab      |          | Adele                   |
| Adilec      |          |                         |
| Afërditaabc |          |                         |
| Agnesac     | Anjezab  | Agnese                  |
| Aidabc      |          | Aida                    |
| Aisheb      |          |                         |
| Ajkunab     |          |                         |
| Aldab       |          | Alda                    |
| Ajlac       |          |                         |
| Albanac     |          | Albana                  |
| Alije       |          |                         |
| Almabc      |          | Alma                    |
| Alteab      |          | Altea                   |
| Ambrab      |          | Ambra                   |
| Anabc       | Anilab   | Anna                    |
| Andromaqib  |          | Andromaca               |
| Andromedab  |          | Andromeda               |
| Anisabc     |          |                         |
| Antigonab   |          | Antigone                |
| Anxhelac    |          | Angela                  |
| Arbanac     |          |                         |
| Arditabc    |          |                         |
| Argitab     |          |                         |
| Arianab     |          | Arianna                 |
| Artaab      |          |                         |
| Artemisab   |          | Artemisia               |
| Atalantab   |          | Atalanta                |
| Aurorab     |          | Aurora                  |

## B
| Nome       | Varianti | Corrispondente italiano |
| ---------- | -------- | ----------------------- |
| Bahrib     |          |                         |
| Bajramb    |          |                         |
| Bamirb     |          |                         |
| Bardha     |          |                         |
| Bardhoka   |          |                         |
| Bardhylab  |          |                         |
| Barmala    |          |                         |
| Bashkimabc |          |                         |
| Batamea    |          | Bartolomeo              |
| Batoa      |          |                         |
| Bedrib     |          |                         |
| Beharbc    |          |                         |
| Bejkushb   |          |                         |
| Bekimab    |          |                         |
| Benediktb  |          | Benedetto               |
| Beniaminb  |          | Beniamino               |
| Bernardb   |          | Bernardo                |
| Bersantb   |          |                         |
| Besarta    |          |                         |
| Besfortb   |          |                         |
| Besimac    |          |                         |
| Besnikac   |          |                         |
| Betimab    |          |                         |
| Bexhetb    |          |                         |
| Bilalb     |          |                         |
| Bilbilab   |          |                         |
| Binakb     |          |                         |
| Boikenb    |          |                         |
| Blendia    |          |                         |
| Blerimab   |          |                         |
| Bogdana    |          |                         |
| Brunab     |          | Bruno                   |
| Bujara     |          |                         |
| Bukurosha  |          |                         |
| Burimbc    |          |                         |

| Nome       | Varianti | Corrispondente italiano |
| ---------- | -------- | ----------------------- |
| Bajameac   |          |                         |
| Barbarab   |          | Barbara                 |
| Bardhab    |          |                         |
| Beatriçeb  |          | Beatrice                |
| Belinab    |          |                         |
| Bertab     |          | Berta                   |
| Besaa      |          |                         |
| Betimea    |          |                         |
| Biankab    |          | Bianca                  |
| Bjeshkab   |          |                         |
| Bleona     |          |                         |
| Blerinab   |          |                         |
| Blertabc   |          |                         |
| Borac      |          |                         |
| Borbardhaa |          |                         |
| Brikenab   |          |                         |
| Briseidab  |          | Briseide                |
| Brunab     |          | Bruna                   |
| Brunildac  |          | Brunilde                |
| Bukurieb   |          |                         |
| Bukuroshea |          |                         |
| Burbuqeb   |          |                         |

## C
| Nome     | Varianti | Corrispondente italiano |
| -------- | -------- | ----------------------- |
| Çelikb   |          |                         |
| Cena     |          |                         |
| Çerçizb  |          |                         |
| Çezarb   |          | Cesare                  |
| Çlirimab |          |                         |
| Çunb     |          |                         |

| Nome     | Varianti | Corrispondente italiano |
| -------- | -------- | ----------------------- |
| Çelestab |          | Celeste                 |
| Çeljetab |          |                         |

## D
| Nome       | Varianti | Corrispondente italiano |
| ---------- | -------- | ----------------------- |
| Damianb    |          | Damiano                 |
| Danielb    |          | Daniele                 |
| Dardanabc  |          |                         |
| Dashb      |          |                         |
| Dashamirab |          |                         |
| Dashnorb   |          |                         |
| Dedëa      |          |                         |
| Dëfrimab   |          |                         |
| Demostenb  |          | Demostene               |
| Denisc     | Dionisb  | Dionigi                 |
| Dhimitërbc | Mitrushb | Demetrio                |
| Diogjenb   |          | Diogene                 |
| Ditmirb    |          |                         |
| Domenikb   |          | Domenico                |
| Donaldb    |          |                         |
| Donatb     |          | Donato                  |
| Drenc      |          |                         |
| Drinb      | Drinia   |                         |
| Drinusha   |          |                         |
| Drita      |          |                         |
| Dritanac   |          |                         |
| Dukagjinb  |          |                         |
| Durimab    |          |                         |

| Nome          | Varianti | Corrispondente italiano |
| ------------- | -------- | ----------------------- |
| Dafinabc      |          |                         |
| Dallëndysheab |          |                         |
| Danielab      |          | Daniela                 |
| Dardanac      |          |                         |
| Dasarab       |          |                         |
| Dashurib      |          |                         |
| Dëborab       |          | Debora                  |
| Delinaa       |          |                         |
| Denisac       |          | Dionisia                |
| Desdemonab    |          | Desdemona               |
| Dëshiraa      |          |                         |
| Dhespinab     |          | Despina                 |
| Dhorëa        |          |                         |
| Dhurataab     |          |                         |
| Dhurimea      |          |                         |
| Dianab        |          | Diana                   |
| Diturib       |          |                         |
| Dolorezab     | Lolab    | Dolores                 |
| Donikab       |          | Andronica               |
| Dorinab       |          |                         |
| Doroteab      |          | Dorotea                 |
| Doruntinaab   |          |                         |
| Dranea        |          |                         |
| Dritaac       |          |                         |

## E
| Nome       | Varianti | Corrispondente italiano |
| ---------- | -------- | ----------------------- |
| Edgarb     |          | Edgardo                 |
| Edisonb    |          |                         |
| Edmondbc   |          | Edmondo                 |
| Eduardb    |          | Edoardo                 |
| Edvinb     |          | Edvino                  |
| Edob       |          |                         |
| Eftimb     |          |                         |
| Ekeremb    | Eqeremb  |                         |
| Eleza      |          |                         |
| Elmasb     |          |                         |
| Eltonb     |          |                         |
| Elvisb     |          |                         |
| Emanuelb   | Manuelb  | Emanuele                |
| Emilb      |          | Emilio                  |
| Emilianob  |          | Emiliano                |
| Endritc    |          |                         |
| Engjëllb   |          | Angelo                  |
| Enkelb     |          |                         |
| Enoa       |          |                         |
| Enverab    |          |                         |
| Epaminodab |          | Epaminonda              |
| Eranda     |          |                         |
| Erblinb    |          |                         |
| Ergic      |          |                         |
| Ergysb     |          |                         |
| Erjonb     |          |                         |
| Erlisb     |          |                         |
| Ermalab    |          |                         |
| Erosb      |          | Eros                    |
| Ervinc     |          | Ervino                  |
| Erzena     |          |                         |
| Etrita     |          |                         |
| Evgjenib   |          | Eugenio                 |

| Nome         | Varianti | Corrispondente italiano |
| ------------ | -------- | ----------------------- |
| Edab         |          |                         |
| Edlirab      |          |                         |
| Eglab        |          |                         |
| Elektrab     |          | Elettra                 |
| Elfridab     |          | Elfrida                 |
| Elionaa      |          |                         |
| Elirab       |          |                         |
| Elisabetab   |          | Elisabetta              |
| Elonab       |          |                         |
| Elsab        |          | Elsa                    |
| Elvirab      |          | Elvira                  |
| Emirjetab    |          |                         |
| Engjëllushea |          |                         |
| Entelab      |          |                         |
| Erabc        |          |                         |
| Erandab      |          |                         |
| Ermirab      |          |                         |
| Esmeraldabc  |          | Esmeralda               |

## F
| Nome       | Varianti | Corrispondente italiano |
| ---------- | -------- | ----------------------- |
| Fabianb    |          | Fabiano                 |
| Fadilbc    |          |                         |
| Fahrib     |          |                         |
| Faikb      |          |                         |
| Fana       |          |                         |
| Fatbardhab |          |                         |
| Fatjonb    |          |                         |
| Fatmirabc  |          |                         |
| Fatosab    |          |                         |
| Fejzib     | Fevzib   |                         |
| Ferdinandb |          | Ferdinando              |
| Feridb     |          |                         |
| Ferizb     |          |                         |
| Festimab   |          |                         |
| Fidelb     |          | Fedele                  |
| Fikrib     |          |                         |
| Filipab    |          | Filippo                 |
| Fiqiriab   |          |                         |
| Fisnikab   |          |                         |
| Flamurbc   |          |                         |
| Florencb   |          | Fiorenzo                |
| Floriana   |          | Floriano                |
| Frederikb  |          | Federico                |

| Nome       | Varianti | Corrispondente italiano |
| ---------- | -------- | ----------------------- |
| Fabiolab   |          | Fabiola                 |
| Fatbardhaa |          |                         |
| Fatimebc   |          | Fatima                  |
| Fatmirec   | Fatmirab |                         |
| Fedrab     |          | Fedra                   |
| Filloretab |          |                         |
| Filomenab  |          | Filomena                |
| Fioralbab  |          | Fioralba                |
| Fitorea    |          |                         |
| Fjollabc   |          |                         |
| Flakac     |          |                         |
| Flaviab    |          | Flavia                  |
| Floraabc   |          | Flora                   |
| Florencab  |          | Fiorenza                |
| Fluturaabc |          |                         |
| Françeskab |          | Francesca               |
| Frosinab   |          | Eufrosina               |

## G
| Nome      | Varianti       | Corrispondente italiano |
| --------- | -------------- | ----------------------- |
| Gabrielb  | Gavrilb        | Gabriele                |
| Ganib     |                |                         |
| Gasperb   |                | Gaspare                 |
| Gazmendab |                |                         |
| Gazmirb   |                |                         |
| Genca     |                |                         |
| Gentab    | Gencb          |                         |
| Gentianac |                |                         |
| Gentiusc  |                |                         |
| Gëzimabc  |                |                         |
| Gilbertb  |                | Gilberto                |
| Gjeloshb  |                |                         |
| Gjergjabc | Jorgjib        | Giorgio                 |
| Gjikëa    |                |                         |
| Gjinusha  |                |                         |
| Gjonabc   | Gjinab, Jahjab | Giovanni                |
| Gjovalinb |                |                         |
| Gojartb   |                |                         |
| Gramozb   |                |                         |
| Granitbc  |                |                         |
| Grigorb   |                | Gregorio                |
| Guriab    |                |                         |
| Guximb    |                |                         |

| Nome       | Varianti | Corrispondente italiano |
| ---------- | -------- | ----------------------- |
| Gentianac  |          |                         |
| Gertab     |          |                         |
| Gertrudab  |          | Geltrude                |
| Gjenovefab |          | Genoveffa               |
| Gjeraqinab |          |                         |
| Gjyleb     |          |                         |
| Gladiolab  |          |                         |
| Gonxhebc   |          |                         |
| Gretab     |          | Greta                   |

## H
| Nome       | Varianti | Corrispondente italiano |
| ---------- | -------- | ----------------------- |
| Hajdarb    |          |                         |
| Hajredinb  |          |                         |
| Hakiab     |          |                         |
| Halilabc   |          |                         |
| Halimb     |          |                         |
| Halitac    |          |                         |
| Hamitc     | Hamidb   |                         |
| Hamzaab    |          |                         |
| Harallambb |          | Caralampo               |
| Harillaa   |          |                         |
| Hasanac    |          |                         |
| Hecurana   | Hekuranb |                         |
| Hektorb    |          | Ettore                  |
| Henrib     | Henrikb  | Enrico                  |
| Hermesb    |          | Ermes                   |
| Hodoa      |          |                         |
| Hysenb     |          |                         |
| Hyskëa     |          |                         |
| Hysnib     |          |                         |

| Nome      | Varianti | Corrispondente italiano |
| --------- | -------- | ----------------------- |
| Hanifec   |          |                         |
| Hartaa    |          |                         |
| Havaab    |          |                         |
| Haxhireb  |          |                         |
| Helenab   |          | Elena                   |
| Helgab    |          | Elga                    |
| Hermionab |          | Ermione                 |
| Hildab    |          | Ilda                    |
| Hygertab  |          |                         |

## I
| Nome       | Varianti | Corrispondente italiano |
| ---------- | -------- | ----------------------- |
| Ibrahimabc | Bima     | Abramo                  |
| Idajetb    |          |                         |
| Idlirb     |          |                         |
| Idrisb     |          |                         |
| Igorb      |          | Igor                    |
| Iljasb     | Iliab    | Elia                    |
| Ilirabc    |          |                         |
| Iliriana   |          |                         |
| Indrita    |          |                         |
| Iraklib    |          | Eraclio                 |
| Isabc      |          | Gesù                    |
| Isakb      |          | Isacco                  |
| Isidorb    |          | Isidoro                 |
| Islamb     |          |                         |
| Ismailbc   |          | Ismaele                 |
| Ismetbc    |          |                         |
| Ivanb      |          | Ivan                    |
| Izetb      |          |                         |

| Nome     | Varianti        | Corrispondente italiano |
| -------- | --------------- | ----------------------- |
| Idab     |                 | Ida                     |
| Ilirida  |                 |                         |
| Inesb    |                 | Ines                    |
| Ingridb  |                 |                         |
| Irenabc  | Irinib, Jerinab | Irene                   |
| Irisb    |                 | Iris                    |
| Irmaab   |                 | Irma                    |
| Isidab   |                 | Iside                   |
| Izabelab |                 | Isabella                |
| Izaurab  |                 | Isaura                  |

## J
| Nome      | Varianti              | Corrispondente italiano |
| --------- | --------------------- | ----------------------- |
| Jakovb    | Jakupb                | Giacobbe/Giacomo        |
| Jamarbërb |                       |                         |
| Janiab    |                       |                         |
| Jasharb   |                       |                         |
| Jeronimb  |                       | Girolamo                |
| Jetmirab  |                       |                         |
| Jetona    |                       |                         |
| Jetusha   |                       |                         |
| Jonab     |                       |                         |
| Jonuzab   |                       |                         |
| Jordanb   |                       | Giordano                |
| Jorgaqb   |                       |                         |
| Jozefbc   | Jusufb, Isufb, Zefabc | Giuseppe                |
| Julianb   |                       | Giuliano                |

| Nome     | Varianti | Corrispondente italiano |
| -------- | -------- | ----------------------- |
| Jehonabc |          |                         |
| Jetaab   |          |                         |
| Jolandab |          | Iolanda                 |
| Jonab    |          |                         |
| Jonelaa  |          |                         |
| Julia    |          |                         |

## K
| Nome         | Varianti    | Corrispondente italiano |
| ------------ | ----------- | ----------------------- |
| Kadriabc     |             |                         |
| Kamberb      |             |                         |
| Karafilb     |             |                         |
| Kasema       | Kasëmb      |                         |
| Kastriotab   |             |                         |
| Kelmendb     |             |                         |
| Kevinb       |             |                         |
| Kiçoab       |             |                         |
| Klajdb       |             |                         |
| Kleanthb     |             | Cleante                 |
| Klementb     |             | Clemente                |
| Klevisb      |             |                         |
| Kolëa        |             |                         |
| Korabab      |             |                         |
| Kostandinabc | Konstandina | Costantino              |
| Kozmaab      | Koza        | Cosimo                  |
| Krenarb      |             |                         |
| Kreshnikab   |             |                         |
| Kristaqbc    |             |                         |
| Kristoforabc | Kristobc,   | Cristoforo              |
| Ksenofonb    |             | Senofonte               |
| Kujtimabc    |             |                         |
| Kurtb        |             | Corrado                 |
| Kushtrimab   |             |                         |

| Nome       | Varianti  | Corrispondente italiano |
| ---------- | --------- | ----------------------- |
| Kaliopib   |           | Calliope                |
| Kaltrinabc |           |                         |
| Karolinab  |           | Carolina                |
| Katerinabc | Katjushab | Caterina                |
| Kejsic     |           |                         |
| Klarab     |           | Chiara                  |
| Klaudiac   |           | Claudia                 |
| Kleabc     |           |                         |
| Kleopatrab |           | Cleopatra               |
| Klotildab  |           | Clotilde                |
| Konxhea    |           |                         |
| Korneliab  |           | Cornelia                |
| Kozetab    |           | Cosetta                 |
| Krisanthib |           | Crisanta                |
| Kristinabc |           | Cristina                |

## L
| Nome      | Varianti        | Corrispondente italiano |
| --------- | --------------- | ----------------------- |
| Laertb    |                 | Laerte                  |
| Latifb    |                 |                         |
| Lavdërimb |                 |                         |
| Lavdima   |                 |                         |
| Lazea     |                 |                         |
| Lefterb   |                 | Eleuterio               |
| Leonb     |                 | Leone                   |
| Leonardb  | Leonardob       | Leonardo                |
| Leonidhab |                 | Leonida                 |
| Liriab    |                 |                         |
| Liridonb  |                 |                         |
| Lirimab   |                 |                         |
| Llazarab  | Lazerb          | Lazzaro                 |
| Lleshab   |                 | Alessio                 |
| Llukab    | Lukab           | Luca                    |
| Lorencb   |                 | Lorenzo                 |
| Luanabc   |                 |                         |
| Ludovikb  |                 | Ludovico                |
| Luftara   |                 |                         |
| Luftimab  | Lutfib          |                         |
| Luigjb    |                 | Luigi                   |
| Lulasha   |                 |                         |
| Lulzima   | Lulëzimb, Lulia |                         |

| Nome       | Varianti       | Corrispondente italiano |
| ---------- | -------------- | ----------------------- |
| Lajlab     |                | Leila                   |
| Larisab    |                | Larissa                 |
| Laurab     | Lauretab       | Laura                   |
| Laureshaab |                |                         |
| Lavdieb    |                |                         |
| Ledinab    |                |                         |
| Lenaa      |                | Lena                    |
| Lenkaa     |                |                         |
| Lidrab     |                |                         |
| Liljanac   | Lilianaab      | Liliana                 |
| Lindaab    |                | Linda                   |
| Linditabc  |                |                         |
| Liriab     | Lirikab, Likea |                         |
| Lirikaa    |                |                         |
| Lizaa      |                | Lisa                    |
| Lorenab    |                | Lorena                  |
| Loretab    |                | Loretta                 |
| Ludmillab  |                | Ludmilla                |
| Luizab     |                | Luisa                   |
| Luleabc    |                |                         |
| Luljetabc  |                |                         |
| Lulzimea   | Lulia          |                         |
| Lumea      |                |                         |
| Lumtoa     |                |                         |
| Lumturiab  |                |                         |

## M
| Nome       | Varianti               | Corrispondente italiano |
| ---------- | ---------------------- | ----------------------- |
| Maksimb    |                        | Massimo                 |
| Malbora    |                        |                         |
| Malia      |                        |                         |
| Maliqb     |                        |                         |
| Maloa      |                        |                         |
| Maqoa      |                        |                         |
| Marashb    |                        |                         |
| Maringlena | Marenglenb             |                         |
| Mariob     |                        | Mario                   |
| Markoab    | Markab                 | Marco                   |
| Marselb    |                        | Marcello                |
| Martinb    |                        | Martino                 |
| Mateob     |                        | Matteo                  |
| Mehdib     |                        |                         |
| Memoab     |                        |                         |
| Mendima    |                        |                         |
| Menduhb    |                        |                         |
| Mentorab   |                        | Mentore                 |
| Meriton    |                        |                         |
| Mërkurb    |                        | Mercurio                |
| Mersinb    |                        |                         |
| Metab      |                        |                         |
| Metinb     |                        |                         |
| Metushb    |                        |                         |
| Mevlanb    |                        |                         |
| Mexhidb    |                        |                         |
| Mihalab    | Mikelb, Mëhillb, Hilëb | Michele                 |
| Milazimb   |                        |                         |
| Miloa      |                        | Milo                    |
| Milosha    |                        |                         |
| Miltjadhb  |                        | Milziade                |
| Mirasha    |                        |                         |
| Mirbardha  |                        |                         |
| Mirdashb   |                        |                         |
| Miria      |                        |                         |
| Miriana    |                        |                         |
| Mirusha    |                        |                         |
| Mirzab     |                        |                         |
| Mitia      |                        |                         |
| Moisiab    |                        | Mosè                    |
| Muhametabc | Mehmetabc, Mahmuta     | Maometto                |
| Muharremb  |                        |                         |
| Muhedinb   |                        |                         |
| Muratab    |                        |                         |
| Musaab     |                        |                         |
| Muslimb    |                        |                         |
| Mustafab   |                        |                         |
| Myrtezab   |                        |                         |

| Nome         | Varianti                                 | Corrispondente italiano |
| ------------ | ---------------------------------------- | ----------------------- |
| Magdalenab   |                                          | Maddalena               |
| Majlindaabc  |                                          |                         |
| Manjolab     |                                          |                         |
| Manushaqeab  |                                          |                         |
| Marab        |                                          | Mara                    |
| Margaritaabc | Margitab                                 | Margherita              |
| Margjelab    |                                          |                         |
| Mariec       | Maria, Merib, Marielab, Marjetab, Mrikab | Maria                   |
| Marjanaac    | Marianab                                 | Mariana                 |
| Marlenab     |                                          | Marilena                |
| Martaab      |                                          | Marta                   |
| Matildab     |                                          | Matilde                 |
| Melisac      |                                          | Melissa                 |
| Melitab      |                                          | Melita                  |
| Melpomenib   |                                          | Melpomene               |
| Meremea      |                                          |                         |
| Meritac      |                                          |                         |
| Merjemeb     | Miriamb                                  | Miriam                  |
| Merushea     |                                          |                         |
| Migenab      |                                          |                         |
| Milenab      |                                          | Milena                  |
| Mimozaabc    |                                          | Mimosa                  |
| Minervab     |                                          | Minerva                 |
| Miraab       |                                          | Mira                    |
| Mirandaab    |                                          | Miranda                 |
| Mirelabc     |                                          | Mirella                 |
| Mirlindaa    |                                          |                         |
| Monikab      |                                          | Monica                  |
| Mrikaa       |                                          |                         |

## N
| Nome       | Varianti     | Corrispondente italiano |
| ---------- | ------------ | ----------------------- |
| Naimabc    |              |                         |
| Napolonb   |              | Napoleone               |
| Nardb      |              |                         |
| Nasufb     |              |                         |
| Nathanailb |              | Natanaele               |
| Naumb      |              |                         |
| Nazifb     |              |                         |
| Nderimab   |              |                         |
| Ndriçimab  |              |                         |
| Nebilb     |              |                         |
| Nedina     |              |                         |
| Nelsonb    |              |                         |
| Neptunb    |              | Nettuno                 |
| Neritana   |              |                         |
| Nertilb    |              |                         |
| Nesimb     |              |                         |
| Nestorb    |              | Nestore                 |
| Nevruzb    |              |                         |
| Nexhatb    |              |                         |
| Nexhipb    |              |                         |
| Nexhmedinb |              |                         |
| Nezirb     |              |                         |
| Nikodima   |              | Nicodemo                |
| Nikollëbc  | Nikoa, Nikëb | Nicola                  |
| Niqiforb   |              | Niceforo                |
| Nuredinab  |              |                         |
| Nusretb    |              |                         |
| Nzamia     |              |                         |

| Nome     | Varianti | Corrispondente italiano |
| -------- | -------- | ----------------------- |
| Nadirec  |          |                         |
| Najadab  |          |                         |
| Natashab |          | Natascia                |
| Nausikab |          | Nausicaa                |
| Naxhieb  |          |                         |
| Nderimea |          |                         |
| Nertilab |          |                         |
| Nevilab  |          |                         |
| Nexhmieb |          |                         |
| Niqia    |          |                         |
| Njomzab  |          |                         |
| Norab    |          |                         |

## O
| Nome    | Varianti | Corrispondente italiano |
| ------- | -------- | ----------------------- |
| Odiseb  |          |                         |
| Oliverb |          | Oliviero                |
| Olsib   |          |                         |
| Omerb   |          | Omar                    |
| Orestb  |          | Oreste                  |
| Osmanbc |          |                         |
| Osvaldb |          | Osvaldo                 |

| Nome      | Varianti | Corrispondente italiano |
| --------- | -------- | ----------------------- |
| Ornelab   |          | Ornella                 |
| Ortenisab |          |                         |

## P
| Nome        | Varianti                | Corrispondente italiano |
| ----------- | ----------------------- | ----------------------- |
| Pajtimab    |                         |                         |
| Palabc      | Palibc, Pavlic, Pavllob | Paolo                   |
| Panajotb    |                         |                         |
| Pandelibc   |                         |                         |
| Paqesorb    |                         |                         |
| Paskalab    |                         | Pasquale                |
| Patrikb     |                         | Patrizio                |
| Patriotb    |                         |                         |
| Pëllumbbc   |                         |                         |
| Pëlqima     |                         |                         |
| Periklib    |                         | Pericle                 |
| Perlata     |                         |                         |
| Përparimabc |                         |                         |
| Petritabc   |                         |                         |
| Petrusha    |                         |                         |
| Piloa       |                         |                         |
| Pirroa      |                         | Pirro                   |
| Pjetërbc    | Petrob, Petraqb         | Pietro                  |
| Plarenta    |                         |                         |
| Platonb     |                         | Platone                 |
| Polikronb   |                         |                         |
| Priamb      |                         | Priamo                  |
| Prokopb     |                         | Procopio                |
| Ptolemeb    |                         | Tolomeo                 |

| Nome         | Varianti | Corrispondente italiano |
| ------------ | -------- | ----------------------- |
| Pëllumbeshaa |          |                         |
| Pranveraabc  |          |                         |
| Premtimea    |          |                         |

## Q
| Nome     | Varianti | Corrispondente italiano |
| -------- | -------- | ----------------------- |
| Qanib    |          |                         |
| Qanoa    |          |                         |
| Qatipb   |          |                         |
| Qazimab  |          |                         |
| Qemalabc |          |                         |
| Qerimb   |          |                         |
| Qirjakob |          | Ciriaco                 |

## R
| Nome      | Varianti | Corrispondente italiano |
| --------- | -------- | ----------------------- |
| Rafaelb   |          | Raffaele                |
| Rakipab   |          |                         |
| Ramazanbc | Ramadanb |                         |
| Ramizabc  |          |                         |
| Raufab    |          |                         |
| Raulb     |          | Raul                    |
| Razib     |          |                         |
| Redonb    |          |                         |
| Refikb    |          |                         |
| Remzib    |          |                         |
| Rexhaa    |          |                         |
| Rexhepab  |          |                         |
| Rikardb   |          | Riccardo                |
| Rinushab  |          |                         |
| Rizab     |          |                         |
| Robertbc  |          | Roberto                 |
| Rolandb   |          | Rolando                 |
| Romeob    |          | Romeo                   |
| Ronaldb   |          | Rinaldo                 |
| Rrahmanb  |          |                         |
| Rrapiab   |          |                         |
| Rrapoa    |          |                         |
| Rrezarta  | Rezartb  |                         |
| Rrokb     |          |                         |
| Rudolfb   |          | Rodolfo                 |
| Rustemab  |          |                         |

| Nome      | Varianti | Corrispondente italiano |
| --------- | -------- | ----------------------- |
| Rajmondab |          | Raimonda                |
| Rakelab   |          | Rachele                 |
| Rebekab   |          | Rebecca                 |
| Renatab   |          | Renata                  |
| Rexhinab  |          | Regina                  |
| Rinaa     |          | Rina                    |
| Rovenab   |          |                         |
| Rozab     |          | Rosa                    |
| Rozafab   |          |                         |
| Rrezartaa |          |                         |
| Rudinaab  |          |                         |

## S
| Nome        | Varianti | Corrispondente italiano |
| ----------- | -------- | ----------------------- |
| Sabitb      |          |                         |
| Sabriabc    |          |                         |
| Sadikab     |          |                         |
| Sadrib      |          |                         |
| Safetb      |          |                         |
| Saimira     |          |                         |
| Salia       |          |                         |
| Salvatorb   |          | Salvatore               |
| Samibc      |          |                         |
| Samuelb     |          | Samuele                 |
| Sazanab     |          |                         |
| Seferb      |          |                         |
| Seitab      |          |                         |
| Sejfullab   |          |                         |
| Selamia     |          |                         |
| Selaudinb   |          |                         |
| Selimbc     |          |                         |
| Selmanbc    |          |                         |
| Semana      |          |                         |
| Serafinb    |          | Serafino                |
| Servetb     |          |                         |
| Severinb    |          | Severino                |
| Shabanbc    |          |                         |
| Shaqirb     |          |                         |
| Shefikb     |          |                         |
| Shefqetbc   |          |                         |
| Shemsib     |          |                         |
| Shkëlqimab  |          |                         |
| Shkëlzena   |          |                         |
| Shpatab     |          |                         |
| Shpendab    |          |                         |
| Shpëtimab   |          |                         |
| Shukrib     |          |                         |
| Shyqyrib    |          |                         |
| Silvestërb  |          | Silvestro               |
| Simonab     |          | Simone                  |
| Sinanb      |          |                         |
| Skifterb    |          |                         |
| Sofoklib    |          | Sofocle                 |
| Sokolabc    |          |                         |
| Sokratab    |          | Socrate                 |
| Sotirb      |          | Sotero                  |
| Spartakbc   |          | Spartaco                |
| Spiridonb   | Spiroab  | Spiridione              |
| Stasa       |          |                         |
| Suadc       |          |                         |
| Stavrib     |          |                         |
| Stefana     |          | Stefano                 |
| Stilianb    |          | Stiliano                |
| Sulejmanabc |          | Salomone                |

| Nome       | Varianti | Corrispondente italiano |
| ---------- | -------- | ----------------------- |
| Sabinab    |          | Sabina                  |
| Sadetea    |          |                         |
| Saniea     |          |                         |
| Sarac      |          | Sara                    |
| Saranda    |          |                         |
| Selviab    |          |                         |
| Serenab    |          | Serena                  |
| Shegaa     | Shegëb   |                         |
| Shkëndijëb |          |                         |
| Shpresaabc |          |                         |
| Shqipeac   |          |                         |
| Shqiponjab |          |                         |
| Siborab    |          |                         |
| Sidorelab  |          |                         |
| Silvanab   |          | Silvana                 |
| Silviab    |          | Silvia                  |
| Sofieb     |          | Sofia                   |
| Sofikaa    |          |                         |
| Sonilab    |          |                         |
| Sonjab     |          | Sonia                   |
| Suadac     |          |                         |
| Suzanaabc  |          | Susanna                 |

## T
| Nome         | Varianti   | Corrispondente italiano |
| ------------ | ---------- | ----------------------- |
| Tanusha      |            |                         |
| Taulantab    |            |                         |
| Tefikab      |            |                         |
| Telemakb     |            | Telemaco                |
| Teloa        |            |                         |
| Temoa        |            |                         |
| Teodorb      | Theodhorib | Teodoro                 |
| Thanasb      |            | Atanasio                |
| Themistoklib |            | Temistocle              |
| Theofanb     |            | Teofane                 |
| Theofilb     |            | Teofilo                 |
| Thimiab      |            |                         |
| Timoleob     |            | Timoleone               |
| Tomorab      |            |                         |
| Toninb       |            |                         |
| Trajanb      |            | Traiano                 |
| Trifonb      |            | Trifone                 |
| Tristanb     |            | Tristano                |
| Tritana      |            |                         |
| Turhanb      |            |                         |
| Tusha        |            |                         |

| Nome        | Varianti | Corrispondente italiano |
| ----------- | -------- | ----------------------- |
| Tamarab     |          | Tamara                  |
| Tanaa       |          |                         |
| Tatjanaa    |          | Tatiana                 |
| Teftaa      |          |                         |
| Terezab     |          | Teresa                  |
| Teutaabc    |          |                         |
| Thëllëzaab  |          |                         |
| Tinaa       |          | Tina                    |
| Trendelinab |          |                         |
| Tringëb     |          |                         |

## U
| Nome    | Varianti | Corrispondente italiano |
| ------- | -------- | ----------------------- |
| Ueslib  |          |                         |
| Uiliamb |          | Guglielmo               |
| Ukëb    |          |                         |
| Uranb   |          | Urano                   |
| Urimb   |          |                         |

| Nome    | Varianti | Corrispondente italiano |
| ------- | -------- | ----------------------- |
| Urimea  |          |                         |
| Ursulab |          | Orsola                  |

## V
| Nome      | Varianti | Corrispondente italiano |
| --------- | -------- | ----------------------- |
| Valdetb   |          |                         |
| Valdrinb  |          |                         |
| Valon     |          |                         |
| Valterb   |          | Gualtiero               |
| Vana      |          |                         |
| Vangjelab |          | Evangelo                |
| Vasilabc  |          | Basilio                 |
| Vatha     |          |                         |
| Vegimb    |          |                         |
| Vehbiab   |          |                         |
| Velib     |          |                         |
| Veselb    |          |                         |
| Vezira    |          |                         |
| Viganb    |          |                         |
| Viktorb   |          | Vittorio                |
| Virgjilb  |          | Virgilio                |
| Visarab   |          |                         |
| Vladimirc |          | Vladimiro               |
| Vlashb    |          | Biagio                  |
| Vullneta  |          |                         |

| Nome        | Varianti   | Corrispondente italiano |
| ----------- | ---------- | ----------------------- |
| Vaçeb       |            |                         |
| Valab       |            |                         |
| Valbonabc   |            |                         |
| Valdetea    |            |                         |
| Valentinabc |            | Valentina               |
| Valia       |            |                         |
| Vanesab     |            | Vanessa                 |
| Vasilikab   |            | Basilia                 |
| Venerabc    |            | Venere                  |
| Veraabc     |            |                         |
| Vesabc      |            |                         |
| Violab      | Violetaabc | Viola                   |
| Vitoreb     |            |                         |
| Vjollcaabc  |            |                         |
| Vjosaa      |            |                         |
| Vlorab      |            |                         |
| Vojsavaa    |            |                         |

## X
| Nome      | Varianti | Corrispondente italiano |
| --------- | -------- | ----------------------- |
| Xhaferbc  |          |                         |
| Xhelalbc  |          |                         |
| Xhemalabc | Qamilab  |                         |
| Xhemilb   |          |                         |
| Xhevahirb |          |                         |
| Xhevatb   |          |                         |
| Xhevdetb  |          |                         |
| Xhezmib   |          |                         |

| Nome       | Varianti | Corrispondente italiano |
| ---------- | -------- | ----------------------- |
| Xhesikac   |          | Jessica                 |
| Xhildab    |          | Gilda                   |
| Xhozefinab |          | Giuseppina              |

## Y
| Nome    | Varianti | Corrispondente italiano |
| ------- | -------- | ----------------------- |
| Yllic   | Ylla     |                         |
| Ymerb   |          |                         |
| Yzedinb |          |                         |

| Nome    | Varianti | Corrispondente italiano |
| ------- | -------- | ----------------------- |
| Yllkaac |          |                         |

## Z
| Nome    | Varianti | Corrispondente italiano |
| ------- | -------- | ----------------------- |
| Zaimb   |          |                         |
| Zamirab |          |                         |
| Zarika  |          |                         |
| Zenelb  |          |                         |
| Zenunb  |          |                         |
| Zeqirb  |          |                         |
| Zeqoa   |          |                         |
| Zyloa   |          |                         |
| Zymbyla |          |                         |

| Nome      | Varianti | Corrispondente italiano |
| --------- | -------- | ----------------------- |
| Zanaa     |          |                         |
| Zhanetab  |          |                         |
| Zhulietab |          | Giulietta               |
| Zijab     |          |                         |